# Вулиця Павла Думанського
Вулиця Павла Думанського — вулиця у Сихівському районі міста Львова, в місцевості Персенківка. Пролягає від вулиці Панаса Мирного до вулиці Луганської. Прилучаються вулиці Красівська та Курильська. 

## Історія
Вулиця виникла у 1930-х роках, з 1937 року мала назву Нільського-Лапінського, на честь польського військового діяча, учасника польсько-української війни 1918–1919 років. На часі німецької окупації мала назву Фінненґассе. У липні 1944 року повернули передвоєнну назву. у 1950 році вулиця отримала назву Професора Буйка, на честь українського професора медицини Петра Буйка.
18 липня 2024 року начальник ЛОВА ухвалив рішення про перейменування понад 130 вулиць в населених пунктах Львівщини, спираючись на рекомендації робочої групи з питань декомунізації при Львівській ОВА, до якої увійшли, зокрема, історики, ветерани російсько-української війни та активні жителі громад. Таким чином, вулиця Професора Петра Буйка перейменована на вулицю Академіка Ігоря Юхновського, на пошану українського фізика-теоретика, громадського та політичного діяча, академіка НАН України, Героя України Ігоря Юхновського.
19 грудня 2024 року Львівська міська рада ухвалила рішення перейменувати вулицю Академіка Ігоря Юхновського на честь наймолодшого Героя України Павла Думанського. Натомість на честь академіка Юхновського хочуть назвати іншу вулицю у Львові. Один із варіантів – вул. Наукова.

## Забудова
Вулиця Академіка Ігоря Юхновського пролягає через промислову зону. Є декілька житлових будівель з непарного боку вулиці, збудованих у стилі польського конструктивізму 1930-х років, а також декілька барачного типу 1950-х років.
№ 4. Відділ забезпечення зберігання документів № 2 Державного архіву Львівської області.
№ 14. СТО компанії «Галантавто».
№ 16. Львівські міські електромережі ПАТ «Львівобленерго».
№ 27. Ведеться будівництво ЖК «Вільне Місто». Новобудова складається з семи секцій, п'ять з яких дев'ятиповерхові та дві — шістнадцятиповерхові, а також наземного та підземного паркінгів і дитячого садочка.